# Tatra T6A5
Der T6A5 ist ein Straßenbahntriebwagentyp des tschechischen Herstellers ČKD Tatra.

## Entwicklung
Der Typ T6A5 wurde für die tschechoslowakischen Straßenbahnbetriebe konzipiert, der für die DDR entwickelte Typ T6A2 diente als technische Basis. Der größte Unterschied zwischen den beiden Bauarten liegt in der Wagenkastenbreite, die bei den T6A5 mit 2500 mm 300 mm größer ist als bei den  T6A2/B6A2. Für die T6A5 übernahm man Wagenkästen und Abmessungen vom T5A5 0013 (8013). Die ersten zwei Wagen mit den Nummern 0026 und 0027 wurden 1991 mit Regelspurdrehgestellen gebaut und in Prag erprobt. 1992 wurden sie mit Meterspurdrehgestellen ausgerüstet und nach Bratislava überführt. Dort erhielten sie die Nummern 7901 und 7902.
Bratislava war auch 1992 die erste Stadt, die Serienwagen (34 Triebwagen) erhielt. Im Herbst des gleichen Jahres wurden 30 regelspurige Wagen nach Košice geliefert.
Der Straßenbahnbetrieb Prag setzte T6A5 erst ab 1995 versuchsweise, ein Jahr später im Linienbetrieb ein. Insgesamt wurden für die Prager Verkehrsbetriebe zwischen 1995 und 1997 150 Wagen geliefert. Ursprünglich wollte Prag diesen Typ nicht, da er im Bestandsnetz wenig flexibel einsetzbar war und bauliche Anpassungen im Netz vornehmen musste. Bisherige Wagen waren stets an das Netz in Prag angepasst. Die T6A5 waren bei der Indienststellung konstruktiv veraltet, da mittlerweile Niederflurfahrzeuge Stand der Technik waren. Auch war der Energiebedarf hoch und die Bedienung nicht mehr der Zeit entsprechend. Eine Lösung wäre der Straßenbahntyp Tatra RT6N1 gewesen, dieser wurde aber aufgrund technischer Probleme nicht bestellt. Wegen des bestehenden Fahrzeugmangels bestellte Prag dann unter anderem mehr T6A5 und modernisierte den Bestandsfuhrpark.
Weitere Abnehmer wurden Brünn und Ostrava. Bratislava ist die einzige Stadt, für die Wagen dieses Typs meterspurig geliefert wurden.
Gegenüber den T6A2 sind die Fahrzeuge in Details verbessert. Sie waren die erste Bauart für tschechoslowakische Betriebe, die mit Türöffnungstasten ausgerüstet wurden. Die erste und dritte Tür waren im Gegensatz zu den T6A2 vierteilige Falttüren, sie liegen in den Wagenkastenverjüngungen. Die Wagen für Prag, Brünn und die letzte Serie für Bratislava (7947 bis 7958) erhielten Außenschwenktüren und digitale Anzeigen. Die älteren Wagen wurden später auf digitale Anzeigen umgerüstet. Die Prager Wagen erhielten +GF+-Kupplungen (Typ GFT) mit Sécheron-Kontaktaufsätzen, über die auch der Traktionsstrom zum geführten Wagen übertragen wird. Bei den bisherigen Wagen in Prag war dies nicht möglich, die Vielfachsteuerleitung überträgt nur den Steuerstrom. Bei Fahrten in Doppeltraktion läuft der zweite Wagen abgebügelt.
Nach Unfällen war die Nummernreihe 8601–8750 nicht mehr durchgehend belegt. Zuerst schied der Wagen 8671 aus, später nach einer Auffahrt die Wagen 8697 und 8698. Danach wurden weitere Wagen ausgemustert; einige wurden nach Sofia (Bulgarien) abgegeben. Nach Brünn wurden 28 Wagen verkauft.
Die Prager Verkehrsbetriebe trennten sich von den T6A5, da die Bahnsteige nach und nach auf stufenlose Einstiege in Niederflurwagen umgebaut wurden und bei der ersten und dritten Tür durch ihre Lage im Bereich der Wagenkastenverjüngung ein breiter Spalt entsteht, welcher ein Unfallrisiko darstellt. Zusätzlich stoßen die Türen beim Öffnen an die so angepassten Bahnsteigkanten an. Deswegen waren die T6A5 nicht mehr im gesamten Prager Netz einsetzbar. Die letzten Wagen wurden Ende 2022 abgestellt, 15 von ihnen wurden sodann nach Charkiw versandt.
Ein Kuriosum stellt der Wagen 8603 dar. Er wurde Anfang Mai 2019 heimlich über Nacht auf ein Feld neben einer Autobahn abgestellt. Die Polizei ermittelte wegen illegaler Entsorgung und Werbung neben einer Autobahn. (Werbung neben einer Autobahn ist in Tschechien verboten.)